# دهستان سپیددشت
سپیددشت دهستانی از توابع بخش پاپی شهرستان خرم‌آباد در استان لرستان ایران است.

## جمعیت
طبق سرشماری سال ۱۳۸۵ جمعیت آن ۵٬۱۱۷ نفر (۹۳۶ خانوار) بوده‌است که اکثریت ازایل گراوند میباشند.